# Краснореченский (Саратовская область)
Красноре́ченский — посёлок в Пугачёвском районе Саратовской области. Входит в состав Давыдовского муниципального образования.

## География
Находится на расстоянии примерно 3 км по прямой на восток от районного центра города Пугачёв. 

## Население
| 2002 | 2010 |
| ---- | ---- |
| 80   | ↘67  |

Население составляло 80 человек по переписи 2002 года (русские 99%), 67 человек по переписи 2010 года.